# Amadis z Walii

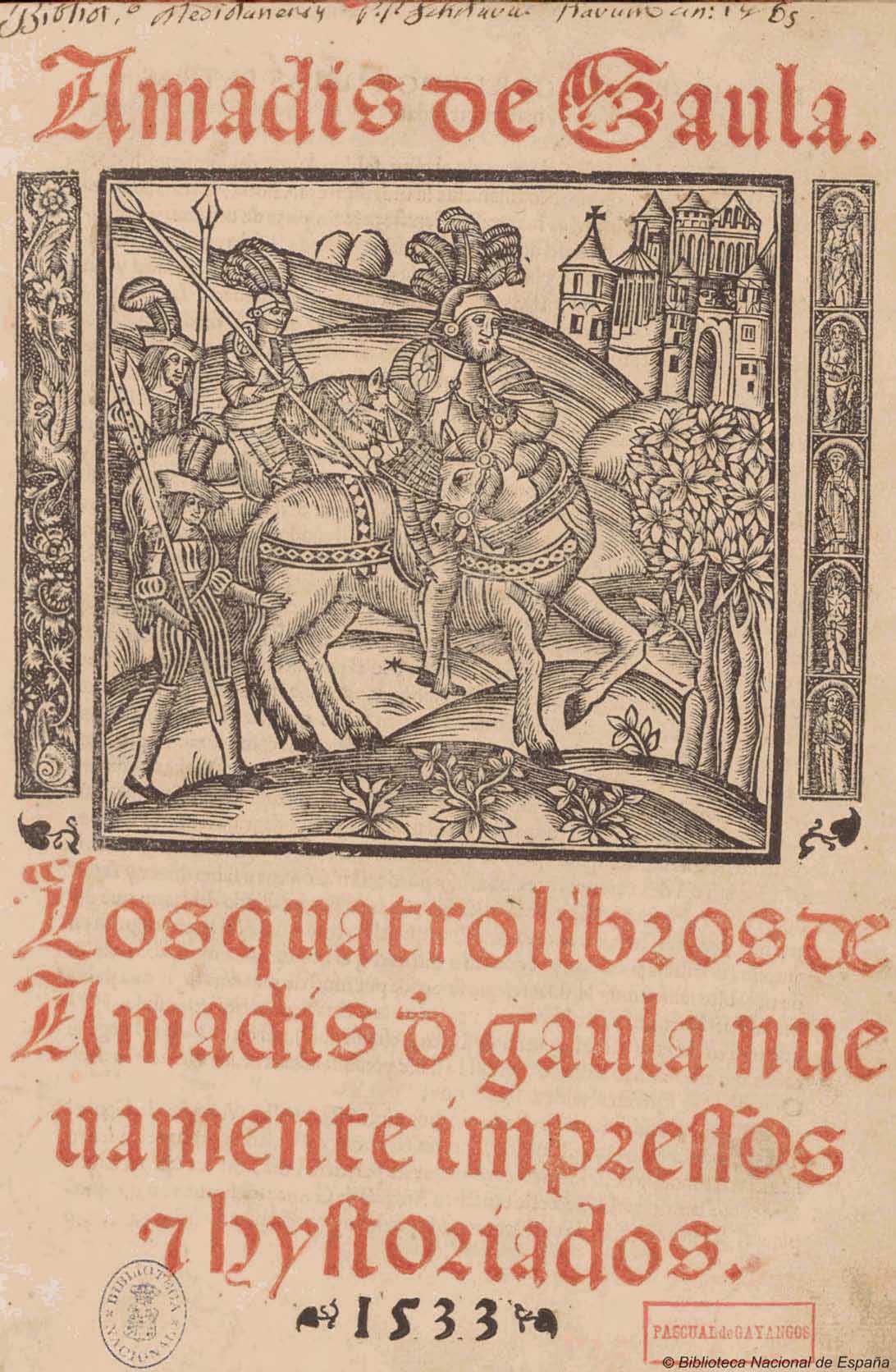
Wydanie z 1533 roku

Amadis z Walii (hiszp. Amadis de Gaula) – anonimowy hiszpański romans rycerski, uznawany za arcydzieło gatunku, opublikowany po raz pierwszy w Saragossie w 1508 roku pod tytułem Los cuatro libros de virtuoso caballero Amadis de Gaula (Cztery księgi o cnotliwym kawalerze Amadisie z Walii), nakładem Garcii Ordoñeza de Montalvo. Sam utwór jest jednak prawdopodobnie dużo wcześniejszy niż jego wydanie – wątek Amadisa jest znany w Hiszpanii już w XIV wieku. Wątek ten pochodzi prawdopodobnie z romansu bretońskiego, który przenikał do Hiszpanii z Włoch, Francji i Portugalii.
Utwór opowiada historię miłości dzielnego rycerza Amadisa do pięknej Oriany. Miłość ta zmusza bohatera do podejmowania szeregu wyzwań i walk, zarówno z ludźmi jak i ze stworzeniami nadprzyrodzonymi oraz opierania się licznym pokusom i podstępom. Romans obfituje w wydarzenia cudowne i egzotyczne miejsca akcji. Niezwykłe są również imiona bohaterów. 
Romans zyskał sobie olbrzymią popularność i stał się podstawą licznych naśladownictw, m.in. Amadis z Grecji, Palmerin z Oliwy, Palmerin z Anglii itp. Utwór został również wykorzystany w powieści Don Kichot Miguela Cervantesa, parodiującej i krytykującej romanse rycerskie.